# ハンプシャー郡 (ウェストバージニア州)
ハンプシャー郡（英: Hampshire County）は、アメリカ合衆国ウェストバージニア州の北東部、東パンハンドル部のポトマック高原に位置する郡である。2010年国勢調査での人口は23,964人であり、2000年の20,203人から18.8%増加した。郡庁所在地は1762年に設立され、州内最古の町でもあるロムニー市（人口1,848人）であり、同郡で人口最大の都市でもある。ハンプシャー郡は1754年にバージニア州のフレデリック郡とオーガスタ郡の一部を合わせて設立された。州内で最古の郡でもある。
ハンプシャー郡はバージニア州にも跨るウィンチェスター大都市圏に属している。

## 郡名の由来
ハンプシャー郡は1754年に創設が認められたが、実際に組織ができたのは1757年になってからだった。当時フレンチ・インディアン戦争（1754年-1763年）が勃発し、安全ではないと見なされたからだった。サミュエル・カーチバルの著書『バージニアのバレーの歴史』（1833年）に拠れば、郡名は数頭の豚を顕彰して決められた。この地域を英国王室から払い下げを受けていた第6代キャメロンのフェアファックス卿トマス・フェアファックス（1693年-1781年）が、ウィンチェスターの大変大きな豚数頭を見て、それらがどこで育てられたかを尋ねた。その答えはポトマック川南支流（現在のハンプシャー郡）ということだった。フェアファックス卿はフレデリック郡の西に作られる郡は、大変肥えた豚で有名なイングランドのハンプシャーに因んで名付けられることになると述べた。

## 歴史

### 初期のヨーロッパ人開拓者
ロムニーの町は1725年に狩猟者や交易業者が入植したのが始まりだった。1738年、ジョン・ピアソールと弟のジョブが家屋を建て、1758年にはインディアンから防衛するためにピアソール砦が建設された。この開拓地は「ピアソールのフラッツ」と呼ばれていた。1748年、トマス・フェアファックス卿が、16歳のジョージ・ワシントンを含む測量隊を派遣し、ポトマック川と南支流に沿った自分の土地を測量させた。ワシントンは3年間を費やして、現在のウェストバージニア東パンハンドル部を含むフェアファックス卿のノーザンネック領土を測量した。1748年4月、現在のロムニーの南10マイル (16 km)、「トラフ」と呼ばれた地域に幾つかの区画を整備した。1749年10月19日には現在のロムニーに居たことが分かっている。伝承に拠れば、ワシントンはロムニーの区画割りも行ったとされているが、記録に残されているものでは、ワシントンの到着前にジェイムズ・ゲンがロムニーを測量士区画割りを行ったことになっている。ゲンもフェアファックス卿に雇われていた。

### 18世紀
1756年、インディアンによる襲撃からの備えとして、ジョブ・ピアソールのプランテーションにピアソール砦が建設され、ジョージ・ワシントンが1758年まで何度かこの砦に物資を運び駐屯した。当時その地域には少なくとも100人が生活していた。この地域でのインディアンとの敵対関係が終わると、フェアファックス卿はより多くの開拓者がこの地域に移動してくることになり、町の区画を売れば莫大な収入を得られると考えた。1762年にはロムニーに測量隊を派遣し、正式に100の区画を定めさせた。この時にイギリス海峡に面したケントのシンクポーツ市に因みその町をロムニーと改名させた。
その後の数十年間、町の土地所有権を巡って混乱が続いた。当初の入植者が所有権を主張し、フェアファックス卿の測量士が区画割りした土地の購入者と対立したからだった。
ハンプシャー郡政府の最初の集会は1757年、現在はハーディ郡のオールドフィールズとなっているフォートプレザントで開かれ、フェアファックス卿の甥であるトマス・ブライアン・マーティンが主宰した。この時までに開拓者の多くがインディアンを恐れて郡内から出て行ったために、郡の人口は急減していた。現在のロムニーに近いピアソール砦近く、およびカカポン川沿い現在のカポンブリッジにあったエドワーズ砦にのみ数家族が残っているだけだった。しかし、残っていた開拓者の大多数は現在のオールドフィールズ、ムーアフィールド、ピーターズバーグ近くに住んでおり、プレザント砦など地域の砦数か所に守られていた。
1774年、ポイントプレザントの戦い（ダンモアの戦争）でインディアンが敗れると、開拓者たちが再度郡内に戻ってきた。アメリカ合衆国で最初の国勢調査が行われた1790年までに、郡人口は7,346人となり、現在のウェストバージニア州となった領域では2番目に多い郡となっていた。この時バークレー郡の人口が19,713人で第1位だった。現在のウェストバージニア州には9つの郡があり、総人口は55,873人だった。
1794年のウィスキー税反乱のとき、郡から多くの志願兵がダニエル・モーガン将軍の下に従軍し、反乱を鎮圧した。志願兵はハーディ郡のムーアフィールドで集結し、北のメリーランド州カンバーランドに向けて進軍した。モーガンの指揮下に入った12,950名の兵士の内、約1,200名が後にウェストバージニア州となった地域からの者達だった。

### 初期教会

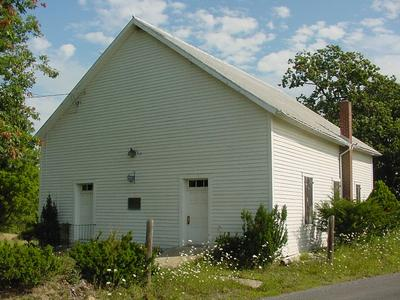
スリーチャーチズにあるマウントベセル教会

初期の伝道者たちがヨーロッパ系住人の信仰を維持することに貢献した。1775年、開拓者集団の中から2人のバプテスト伝道者がカカポン川に移住し、郡では初のヨーロッパ系教会を組織した。1771年にはメソジスト・エピスコパル教会の動きが始まっており、後に南部メソジスト・エピスコパル教会の結成に繋がった。1753年、ハンプシャー郡はプロテスタント・エピスコパル教会によって教区に組み入れられた。1773年にはこの教会が派遣した伝道者が仕事を始めた。1787年、ノース川にプリミティブ・バプテスト教会が設立された。アメリカ独立戦争終戦から間もなく、郡内の様々な地点で長老派教会による説教が行われていた。1792年、ロムニーなどで長老派教会が、またスリーチャーチズでマウントベセル教会が設立された。

### 初期工業
郡内の広い低地には農業が導入され、小麦やタバコの畑が開拓者の重要な土地を取り巻いていた。うねりのある高台は、馬、牛、羊、豚の牧草地とされ、ウィンチェスターの市場へ売り出された。河川には魚が豊富におり、山岳部には動物だけでなく、木材や石材もあって開拓者の家屋に使われた。ブルーマリーギャップでは石灰岩を燃やして石灰を作っており、現在も昔の石灰用燃焼炉の残骸が残っている。間もなく鉄鉱石の地層も発見された。ポトマック川南支流に沿った所から現在のハンプシャー郡域の南まで、産出された鉄鉱石の多くは現在のカイザーの町に運ばれた。ブルーマリーギャップには現在も製鉄炉の残骸が残っており、物言わぬ証拠となっている。郡の初期には農業や牧畜だけでなく、工業も人口増加を促した。ウィンチェスターからロムニーに至る道路沿いには多くの銃器製造者もいた。ヘンリー・トッパー、ジェイコブ・クライン、ジョージ・ヤング、ベンジャミン・シェイン、ジョージ・グレイズ、ウィリアム・ブリトン、およびシーツ家などだった。

### 19世紀
ノースウエスタン・ターンパイク（アメリカ国道50号線）の建設は、ハンプシャー郡の発展と一体をなした。1748年にはダニエル・モーガン将軍がこの道路の建設を提案していたが、それが実現したのは1830年代になってからだった。ナポレオン・ボナパルトのために働いたことがあったフランス人クラウディス・クロゼット大佐が、パーカーズバーグとウィンチェスターを結ぶ道路を建設した。このターンパイクは郡内のカポンブリッジ、ルーム、ハンギングロック、プレザントデール、オーガスタ、フレンチバーグ、シャンクス、およびロムニーを通って建設された。その後、ロムニーはターンパイクを通る旅人の重要な休憩所になった。地域にホテルや酒場が出現し始め地域経済に貢献した。
南北戦争のとき、ハンプシャー衛兵隊とフロンティアライフル銃隊が南軍に参加した。郡内で大きな戦闘が無かったが、この戦中にロムニーを支配する軍は少なくとも56回入れ替わった。片方の郡が地域を明け渡すと対抗軍が町に入ってくることができた。このように支配する軍が入れ替わった回数ではウィンチェスターに次いで2番目に多い町となった。1861年6月11日には1日に2度入れ替わった。郡の歴史家の中にはロムニーの方がウィンチェスターより多いのではないかと考える者もいるが、それを支持する記録が残っていない。

## 地理

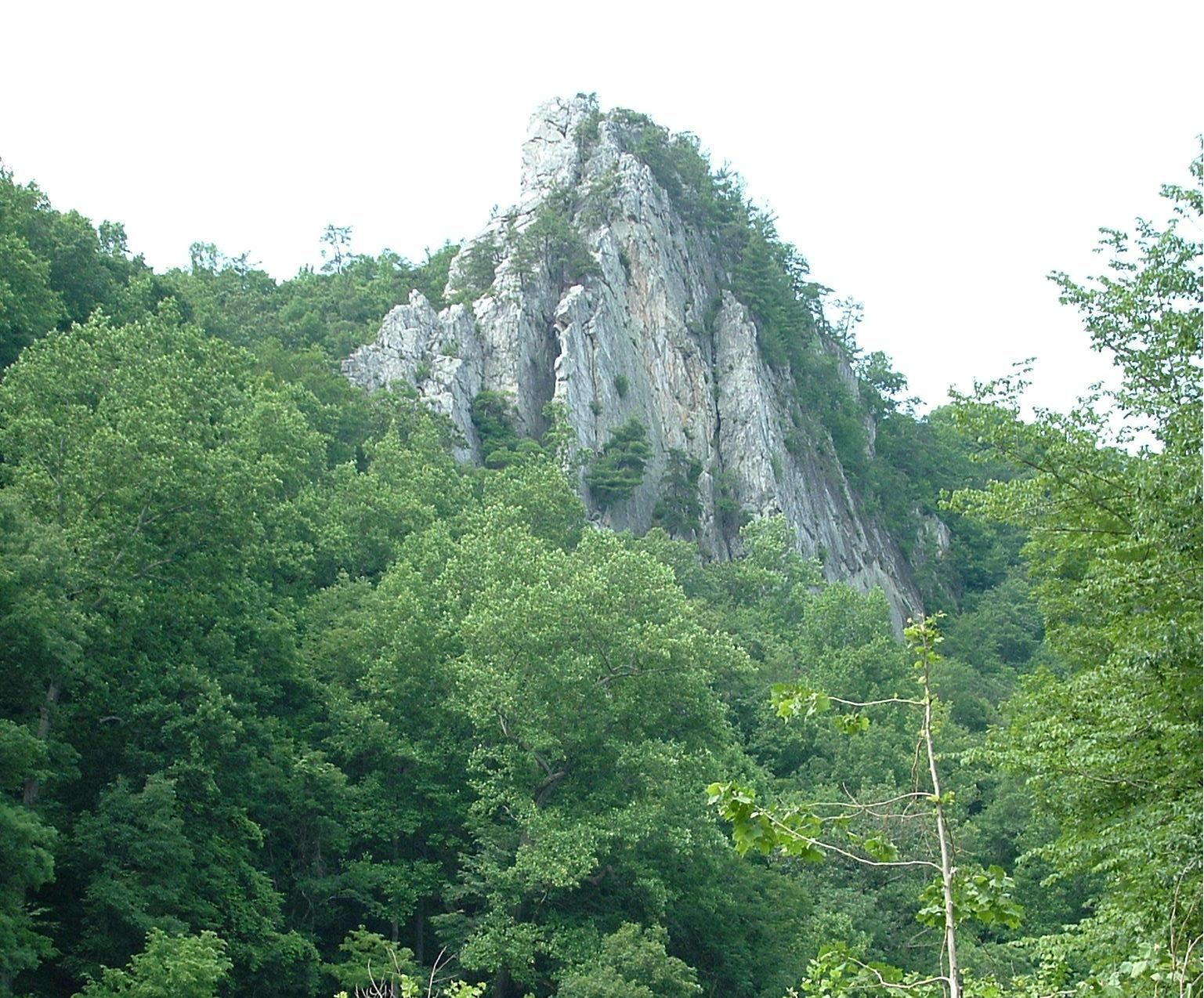
コーディズキャッスル

アメリカ合衆国国勢調査局に拠れば、郡域全面積は645平方マイル (1,670.5 km2)であり、このうち陸地642平方マイル (1,662.8 km2)、水域は3平方マイル (7.8 km2)で水域率は0.45%である。

### 主要高規格道路
| - アメリカ国道50号線 - アメリカ国道220号線 - ウェストバージニア州道9号線 - ウェストバージニア州道28号線 | - ウェストバージニア州道29号線 - ウェストバージニア州道127号線 - ウェストバージニア州道259号線 |

### 隣接する郡
- アリゲイニー郡 (メリーランド州) - 北
- モーガン郡 - 北東
- フレデリック郡 (バージニア州) - 東
- ハーディ郡 - 南
- ミネラル郡 - 西

### 管理地区
郡は9つの管理地区に分割されている。
- ブルーマリー地区
- カポンブリッジ地区
- カポン地区
- ゴア地区
- ミルクリーク地区
- ロムニー地区
- ロムニー市
- シャーマン地区
- スプリングフィールド地区

### 河川

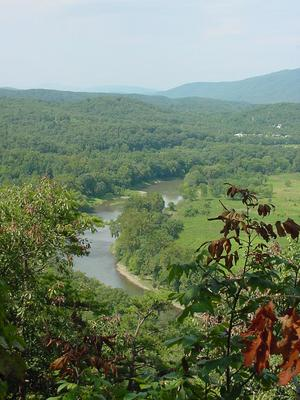
ポトマック川南支流、サウスブランチ・デポの近く

- ポトマック川
  - カカポン川
    - カポンスプリングスラン
    - ディロンズラン
    - エドワーズラン
    - ミルブランチ
    - ノース川
      - グラシーリックラン
      - ティアコート・クリーク
        - ベアウォロー・クリーク

  - リトルカカポン川
    - 北支流
    - 南支流

  - ポトマック川北支流
    - グリーンスプリングラン

  - ポトマック川南支流
    - ビッグラン
    - バッファロー・クリーク
    - ミル・クリーク
    - ミルラン

### 自然のランドマーク

#### 山

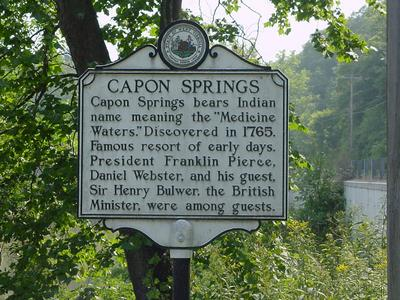
カポンスプリングス

- サウスブランチ山、 3028 フィート (922 m)
- ピナクルリッジ、 2844 フィート (866.85 m)
- ナサニエル山 2739 フィート (834 m)
- ミルクリーク山、 2648 フィート (807 m)
- カカポン山、 2618 フィート (797 m)
- スプリング山、 2436 フィート (742.49 m)
- スプリングギャップ山、 2237 フィート (681 m)
- ノースリバー山、 2149 フィート (655 m)
- クーパー山、 2028 フィート (618 m)
- ベイカー山、 2024 フィート (616 m)
- パターソンクリーク山、 2005 フィート (611 m)
- サイドリングヒル、 1930 フィート (588 m)
- リトルカカポン山、 1575 フィート (480 m)
- アイス山、 1489 フィート (453 m)
- ザ・デビルズノーズ、 1121 フィート (341 m)

#### その他の特徴的地形
- コーディズキャッスル
- ハンギングロックス
- メカニクスバーグギャップ
- ザ・トラフ

### ハンプシャー郡関連地図

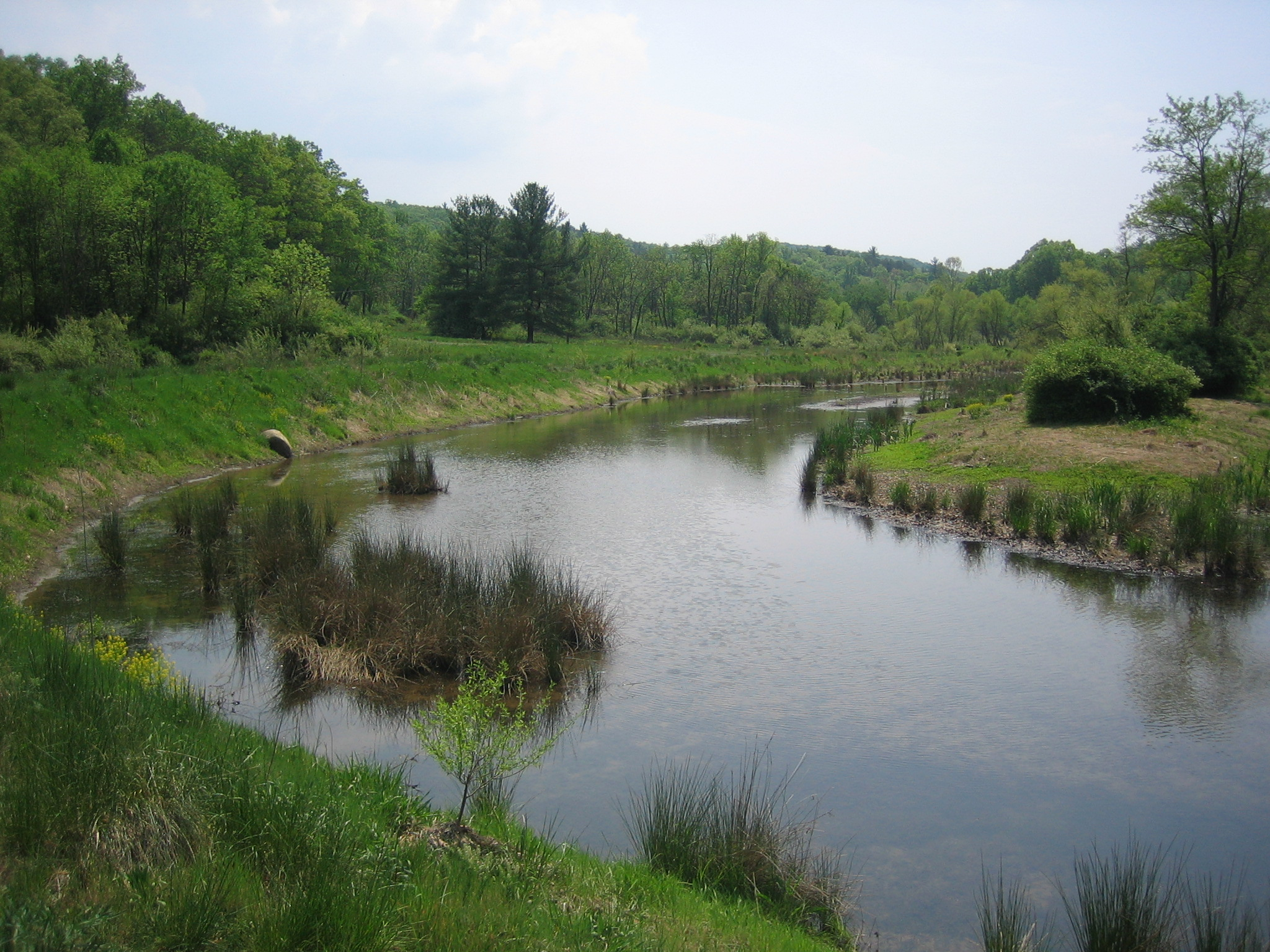
コールドストリーム近くのエドワーズラン野生生物管理地域を流れるエドワーズラン

- 郡当初の領域
- 南北戦争時代
- 1880年
- 1888年
- 現在の道路地図

## 公園とレクリエーション

### 郡立公園
- セントラル・ハンプシャー公園、オーガスタ
- グリーンスプリング・レクリエーション公園、グリーンスプリング
- ハンプシャー公園 & 4-H キャンプ、ロムニー
- ロムニー・レクリエーションセンター、ロムニー
- シャンクス・ロードサイド公園、シャンクス

### 野生生物管理地域
- エドワーズラン野生生物管理地域
- フォートミルリッジ野生生物管理地域
- ナサニエル山野生生物管理地域
- ショート山野生生物管理地域
- サウスブランチ野生生物管理地域
- ウォーデンズビル野生生物管理地域

### 国有林
- ジョージ・ワシントン国立の森

## 人口動態
以下は2000年国勢調査による人口統計データである。
| 基礎データ - 人口: 20,203人 - 世帯数: 7,955 世帯 - 家族数: 5,640 家族 - 人口密度: 12人/km2（32人/mi2） - 住居数: 11,185軒 - 住居密度: 7軒/km2（17軒/mi2） 人種別人口構成 - 白人: 98.04% - アフリカン・アメリカン: 0.83% - ネイティブ・アメリカン: 0.24% - アジア人: 0.16% - 太平洋諸島系: 0.02% - その他の人種: 0.12% - 混血: 0.59% - ヒスパニック・ラテン系: 0.55% 年齢別人口構成 - 18歳未満: 25.1% - 18-24歳: 7.1% - 25-44歳: 27.6% - 45-64歳: 25.6% - 65歳以上: 14.6% - 年齢の中央値: 38歳 - 性比（女性100人あたり男性の人口） - 総人口: 99.7 - 18歳以上: 97.3 | 世帯と家族（対世帯数） - 18歳未満の子供がいる: 31.3% - 結婚・同居している夫婦: 56.7% - 未婚・離婚・死別女性が世帯主: 9.5% - 非家族世帯: 29.1% - 単身世帯: 24.6% - 65歳以上の老人1人暮らし: 10.6% - 平均構成人数 - 世帯: 2.49人 - 家族: 2.94人 収入と家計 - 収入の中央値 - 世帯: 31,666米ドル - 家族: 37,616米ドル - 性別 - 男性: 28,884米ドル - 女性: 19,945米ドル - 人口1人あたり収入: 14,851米ドル - 貧困線以下 - 対人口: 16.3% - 対家族数: 12.9% - 18歳未満: 22.7% - 65歳以上: 13.1% |

## 都市と町

### 法人化市と町
- ロムニー市 - 郡庁所在地
- カポンブリッジ町

### 未編入の町
| - オーガスタ - バーンズミル - ブルーマリー - ブルースビーチ - バブリングスプリング - カポンレイク - カポンスプリングス - カポンスプリングスステイション - コールドストリーム - クリークベイル - デイビスフォード | - デルレイ - ディロンズラン - ドナルドソン - フォークスオブカカポン - フレンチバーグ - グリーブ - グッド - グレイス - グリーンスプリング - ヘインズビル - ハンギングロック | - ヒギンズビル - ハイビュー - フックスミルズ - ホイ - インターモント - ジェリコ - ジャンクション - カービー - ラージェント - リヒュー - レベルズ | - リトルカカポン - ルーム - メカニクスバーグ - ミルブルック - ミレン - ミルソンズミル - ニールズラン - ネロ - ノースリバーミルズ - オコノコ - パンケイク | - ピンオーク - プレザントデール - ポインツ - パージッツビル - ラダ - レブンロックス - リッジデール - リオ - ラックマン - セクター - セダン | - シャンクス - シャイロー - スレインズビル - サウスブランチデポ - スプリングフィールド - スリーチャーチズ - バンス - バンダーリップ - ワポコモ - ウッドロウ - イエロースプリングス |

## 教育

### 公立学校
- ハンプシャー郡教育学区
- ウェストバージニア州聾盲学校

### 私立学校
- マラナサ・クリスチャン・アカデミー
- スレインズビル・クリスチャンスクール